# Чухлинка (платформа, Горьковское направление МЖД)
Чу́хлинка — остановочный пункт Горьковского направления МЖД и МЦД-4 в Рязанском районе Москвы (на границе с Нижегородским районом). Относится к Московско-Курскому региону МЖД.
Расположена в 8 километрах от Курского вокзала, время движения от вокзала — около 15 минут. Останавливаются только пригородные поезда, остановка поездов дальнего следования и экспрессов не производится. Название платформа получила от одноимённой деревни, располагавшейся в этом месте. Ранее (до революции) именовалась «Чухлинская».
В 200 метрах на север от платформы по Карачаровскому шоссе располагается станция Перово Казанского/Рязанского направлений МЖД, возможна пешеходная пересадка. Также возможна удобная пешеходная (800 м) пересадка с платформы Плющево Казанского направления.
Через Чухлинку без остановки проезжают транзитные скорые поезда: Санкт-Петербург — Нижний Новгород, Санкт-Петербург — Челябинск, Санкт-Петербург — Ижевск, Москва — Нижний Новгород.

## Инфраструктура
Состоит из одной платформы. Оборудована турникетами. В 2007 году была проведена реконструкция остановочного пункта с полным демонтажом всех старых строений на платформах, заменой покрытия платформ с асфальтового на плитку, установкой турникетов, касс, полупрозрачных навесов светло-коричневого цвета. С прокладкой третьего пути пешеходный мост был продлён, а северная платформа стала островной.
До реконструкций близ платформ был переезд, соединявший ул. Коновалова (деревня Чухлинка) с Карачаровским шоссе (село Карачарово), а через него, за станцией Перово, с городом. Был (и остаётся) за станцией пешеходный туннель в Перово и Кусковский парк. В настоящее время происходит реконструкция платформы, связанная со строительством четвёртого главного пути, в результате которой вместо южной боковой платформы была построена новая островная, открытая 9 сентября 2018 года. Летом 2020 года на северной островной платформе начался демонтаж старого турникетного павильона, с весны 2021 года северная платформа частично разобрана. Осенью 2023 года северная платформа полностью разобрана.

## В литературе
В повести С. А. Есенина «Яр» есть упоминания о Чухлинке:

«Незнакомец удивлённо окинул его глазами и застыл в ожидающем молчанье. Филипп откинул бараний ворот.

— Откулева?

— С Чухлинки.

— Далёконько забрёл»

«Лимпиаду звали лесной русалкой; она жила с братом в сторожке, караулила чухлинский лес и собирала грибы.»

«Когда ей стукнуло десять годов, Филипп запряг буланку и отвёз её в Чухлинку, к тёще, ходить в школу.»

Также мимо платформы проезжает главный герой повести Венедикта Ерофеева Москва — Петушки Веничка.

## Наземный общественный транспорт
На этой станции можно пересесть на следующие маршруты городского пассажирского транспорта:
- Автобусы: 334, 371, 725